# أحمد بن الحاج أبو علي
أحمد بن الحاج أبو علي الشهير بـ(كاتب الشونة) من أوائل المؤرخين في السودان، ويعد كتابه (كاتب الشونة) من أهم الكتب السودانية المرجعية في التاريخ الحديث.

## نشأته
تعود أصول الشيخ أحمد بن الحاج إلى قوز المسلمية التي تقع في منطقة الجزيرة بوسط السودان بين مدينتي مدني والحصاحيصا. ولد في العام 1199هـ الموافق 84-1785م . 

## عمله
التحق بخدمة الإدارة المصرية كاتبا لشونة الغلال بالخرطوم في 2صفر1240 هـ /26أغسطس1824 وظل يعمل فيها إلى سنة 1834م وختم كتابه بعد ذلك بأربع سنوات. ويتناول كتابه تاريخ سلطنة سنار من قيامها إلى ما بعد العهد التركي المصري, . وقد سار كاتب الشونة في تصنيف كتابه عموماً على طريقة مؤرخي العرب وروى الأحوال حسب وقوعها سنة سنة . وقد روى كثيراً عن العلماء والأعيان وذكر وفياتهم ومراثيهم. وظل الكتاب مخطوطة مهملة لمدة طويلة دون أن تتاح لها فرصة النشر، وكانت توجد عدة نسخ منه في دار الكتب المصرية ونسخة في إسطنبول التركية، ونسخ أخرى بخط اليد في المكتبة الأهلية بباريس والمتحف البريطاني. ونشر الكتاب في طبعتين في العام 1933م قام بنشر الأولى السيد سليمان داود منديل والثانية الشيخ إبراهيم صديق أحمد القاضي الشرعي سابقا بإدارة السودان في العهد التركي المصري وقد قام البروفيسور مكي شبيكة بنشر نسخة من المخطوطة المعدلة للكتاب كما قام الشاطر بوصيلي عبد الجليل بنشر النسخة الاصلية[ما هي؟]
.